# Anne-Marie Guillemard
Pour les articles homonymes, voir Guillemard.
Anne-Marie Guillemard est une sociologue française, professeur émérite à l'université Paris-Descartes.
Élève d'Alain Touraine, elle travaille d'abord sur les questions de l'âge, avant d'élargir son champ de recherche et de travailler sur des comparaisons internationales portant sur la protection sociale, les systèmes de retraite et l’emploi.
Elle est membre du Haut Conseil de la famille ainsi que des comités de rédaction de la Revue française de sociologie, de Ageing and Society et de Retraite et Société.